# Liste des planètes mineures (635001-636000)
Voici la liste des planètes mineures numérotées de 635001 à 636000. Les planètes mineures sont numérotées lorsque leur orbite est confirmée, ce qui peut parfois se produire longtemps après leur découverte. Elles sont classées ici par leur numéro.

## Planètes mineures 635001 à 636000
- (635001) 2012 UZ103
- (635002) 2012 UG104
- (635003) 2012 UK104
- (635004) 2012 UT105
- (635005) 2012 UN107
- (635006) 2012 UU108
- (635007) 2012 UG110
- (635008) 2012 UG119
- (635009) 2012 UA121
- (635010) 2012 UB125
- (635011) 2012 UY125
- (635012) 2012 UE135
- (635013) 2012 UC143
- (635014) 2012 UE144
- (635015) 2012 UR145
- (635016) 2012 UY146
- (635017) 2012 UJ148
- (635018) 2012 UU161
- (635019) 2012 UF163
- (635020) 2012 UU167
- (635021) 2012 UP171
- (635022) 2012 UF180
- (635023) 2012 UC185
- (635024) 2012 UQ223
- (635025) 2012 UZ226
- (635026) 2012 UT227
- (635027) 2012 UY229
- (635028) 2012 UN230
- (635029) 2012 UZ230
- (635030) 2012 UU244
- (635031) 2012 VV2
- (635032) 2012 VM5
- (635033) 2012 VQ5
- (635034) 2012 VF9
- (635035) 2012 VL9
- (635036) 2012 VW9
- (635037) 2012 VD15
- (635038) 2012 VH15
- (635039) 2012 VP15
- (635040) 2012 VT16
- (635041) 2012 VM19
- (635042) 2012 VG25
- (635043) 2012 VK33
- (635044) 2012 VA39
- (635045) 2012 VQ39
- (635046) 2012 VV41
- (635047) 2012 VN43
- (635048) 2012 VV43
- (635049) 2012 VD49
- (635050) 2012 VA57
- (635051) 2012 VC57
- (635052) 2012 VM62
- (635053) 2012 VQ62
- (635054) 2012 VH70
- (635055) 2012 VC79
- (635056) 2012 VR96
- (635057) Bangailona
- (635058) 2012 VW99
- (635059) 2012 VW116
- (635060) 2012 VG124
- (635061) 2012 VL128
- (635062) 2012 VD133
- (635063) 2012 WC2
- (635064) 2012 WL2
- (635065) 2012 WW4
- (635066) 2012 WQ9
- (635067) 2012 WU15
- (635068) 2012 WB23
- (635069) 2012 WC27
- (635070) 2012 WJ29
- (635071) 2012 WK29
- (635072) 2012 WJ31
- (635073) 2012 WP33
- (635074) 2012 WR34
- (635075) 2012 WL36
- (635076) 2012 WU42
- (635077) 2012 WD43
- (635078) 2012 XL17
- (635079) 2012 XM18
- (635080) 2012 XF19
- (635081) 2012 XK20
- (635082) 2012 XV22
- (635083) 2012 XC30
- (635084) 2012 XR34
- (635085) 2012 XH40
- (635086) 2012 XN42
- (635087) 2012 XX42
- (635088) 2012 XO44
- (635089) 2012 XE48
- (635090) 2012 XZ51
- (635091) 2012 XE64
- (635092) 2012 XP71
- (635093) 2012 XA80
- (635094) 2012 XF93
- (635095) 2012 XK95
- (635096) 2012 XH96
- (635097) 2012 XQ97
- (635098) 2012 XH101
- (635099) 2012 XD107
- (635100) 2012 XM110
- (635101) 2012 XG111
- (635102) 2012 XV111
- (635103) 2012 XQ112
- (635104) 2012 XU113
- (635105) 2012 XL114
- (635106) 2012 XO117
- (635107) 2012 XW117
- (635108) 2012 XD121
- (635109) 2012 XB122
- (635110) 2012 XV133
- (635111) 2012 XR137
- (635112) 2012 XN138
- (635113) 2012 XU138
- (635114) 2012 XC143
- (635115) 2012 XK144
- (635116) 2012 XA146
- (635117) 2012 XS150
- (635118) 2012 XM153
- (635119) 2012 XM154
- (635120) 2012 XP156
- (635121) 2012 XM158
- (635122) 2012 XK159
- (635123) 2012 XO169
- (635124) 2012 XA179
- (635125) 2012 YU4
- (635126) 2012 YO19
- (635127) 2013 AA
- (635128) 2013 AK1
- (635129) 2013 AJ7
- (635130) 2013 AP7
- (635131) 2013 AX14
- (635132) 2013 AF17
- (635133) 2013 AM17
- (635134) 2013 AH21
- (635135) 2013 AV22
- (635136) 2013 AT25
- (635137) 2013 AU28
- (635138) 2013 AR29
- (635139) 2013 AW30
- (635140) 2013 AY30
- (635141) 2013 AB38
- (635142) 2013 AM52
- (635143) 2013 AX53
- (635144) 2013 AU56
- (635145) 2013 AT58
- (635146) 2013 AG61
- (635147) 2013 AP65
- (635148) 2013 AP66
- (635149) 2013 AW67
- (635150) 2013 AW69
- (635151) 2013 AV75
- (635152) 2013 AH80
- (635153) 2013 AE81
- (635154) 2013 AJ95
- (635155) 2013 AQ95
- (635156) 2013 AZ97
- (635157) 2013 AG98
- (635158) 2013 AP98
- (635159) 2013 AB99
- (635160) 2013 AO101
- (635161) 2013 AJ104
- (635162) 2013 AV111
- (635163) 2013 AP113
- (635164) 2013 AJ114
- (635165) 2013 AX116
- (635166) 2013 AK124
- (635167) 2013 AM127
- (635168) 2013 AM136
- (635169) 2013 AZ141
- (635170) 2013 AA142
- (635171) 2013 AA143
- (635172) 2013 AL148
- (635173) 2013 AN154
- (635174) 2013 AQ156
- (635175) 2013 AP161
- (635176) 2013 AM166
- (635177) 2013 AF167
- (635178) 2013 AN187
- (635179) 2013 AS188
- (635180) 2013 AU194
- (635181) 2013 AR196
- (635182) 2013 AR202
- (635183) 2013 AZ202
- (635184) 2013 AR208
- (635185) 2013 BT
- (635186) 2013 BE1
- (635187) 2013 BP1
- (635188) 2013 BH2
- (635189) 2013 BP3
- (635190) 2013 BQ5
- (635191) 2013 BJ11
- (635192) 2013 BP14
- (635193) 2013 BZ15
- (635194) 2013 BT17
- (635195) 2013 BT27
- (635196) 2013 BS28
- (635197) 2013 BR30
- (635198) 2013 BA43
- (635199) 2013 BX47
- (635200) 2013 BO53
- (635201) 2013 BR54
- (635202) 2013 BP60
- (635203) 2013 BH62
- (635204) 2013 BB69
- (635205) 2013 BD73
- (635206) 2013 BU74
- (635207) 2013 BA81
- (635208) 2013 BW83
- (635209) 2013 BW84
- (635210) 2013 BD85
- (635211) 2013 BN94
- (635212) 2013 BE99
- (635213) 2013 BQ102
- (635214) 2013 CR9
- (635215) 2013 CU9
- (635216) 2013 CL10
- (635217) 2013 CU13
- (635218) 2013 CA15
- (635219) 2013 CU22
- (635220) 2013 CF23
- (635221) 2013 CV28
- (635222) 2013 CG29
- (635223) 2013 CO32
- (635224) 2013 CC41
- (635225) 2013 CF41
- (635226) 2013 CX41
- (635227) 2013 CV49
- (635228) 2013 CC51
- (635229) 2013 CD52
- (635230) 2013 CE54
- (635231) 2013 CO54
- (635232) 2013 CX63
- (635233) 2013 CZ63
- (635234) 2013 CU68
- (635235) 2013 CR71
- (635236) 2013 CF72
- (635237) 2013 CN81
- (635238) 2013 CY97
- (635239) 2013 CQ100
- (635240) 2013 CK104
- (635241) 2013 CV104
- (635242) 2013 CC111
- (635243) 2013 CJ121
- (635244) 2013 CE142
- (635245) 2013 CT142
- (635246) 2013 CP150
- (635247) 2013 CQ163
- (635248) 2013 CU165
- (635249) 2013 CN171
- (635250) 2013 CS184
- (635251) 2013 CZ185
- (635252) 2013 CO188
- (635253) 2013 CQ190
- (635254) 2013 CR198
- (635255) 2013 CF200
- (635256) 2013 CE201
- (635257) 2013 CJ202
- (635258) 2013 CO203
- (635259) 2013 CD205
- (635260) 2013 CA207
- (635261) 2013 CR210
- (635262) 2013 CT213
- (635263) 2013 CZ216
- (635264) 2013 CX218
- (635265) 2013 CY218
- (635266) 2013 CD219
- (635267) 2013 CP223
- (635268) 2013 CG240
- (635269) 2013 CL240
- (635270) 2013 CB249
- (635271) 2013 CZ253
- (635272) 2013 DK
- (635273) 2013 DV10
- (635274) 2013 DD12
- (635275) 2013 DY17
- (635276) 2013 DQ20
- (635277) 2013 EH2
- (635278) 2013 EH7
- (635279) 2013 EA9
- (635280) 2013 EA19
- (635281) 2013 EV21
- (635282) 2013 EH22
- (635283) 2013 EL33
- (635284) 2013 ET33
- (635285) 2013 ES37
- (635286) 2013 ED64
- (635287) 2013 EZ65
- (635288) 2013 ES82
- (635289) 2013 EX84
- (635290) 2013 EM85
- (635291) 2013 EA86
- (635292) 2013 ER93
- (635293) 2013 ET93
- (635294) 2013 EP99
- (635295) 2013 EV101
- (635296) 2013 EE108
- (635297) 2013 EA113
- (635298) 2013 EV115
- (635299) 2013 EX115
- (635300) 2013 EP116
- (635301) 2013 ES133
- (635302) 2013 EM154
- (635303) 2013 EF159
- (635304) 2013 EQ159
- (635305) 2013 EN175
- (635306) 2013 EE182
- (635307) 2013 FH1
- (635308) 2013 FN1
- (635309) 2013 FB9
- (635310) 2013 FB12
- (635311) 2013 FH16
- (635312) 2013 FT17
- (635313) 2013 FX34
- (635314) 2013 GS14
- (635315) 2013 GT16
- (635316) 2013 GA19
- (635317) 2013 GS20
- (635318) 2013 GM24
- (635319) 2013 GL28
- (635320) 2013 GK31
- (635321) 2013 GJ40
- (635322) 2013 GB42
- (635323) 2013 GE42
- (635324) 2013 GB52
- (635325) 2013 GN58
- (635326) 2013 GB60
- (635327) 2013 GS72
- (635328) 2013 GE73
- (635329) 2013 GH81
- (635330) 2013 GA87
- (635331) 2013 GL88
- (635332) 2013 GY89
- (635333) 2013 GU94
- (635334) 2013 GR99
- (635335) 2013 GJ102
- (635336) 2013 GB105
- (635337) 2013 GN105
- (635338) Pécsieszter
- (635339) 2013 GE110
- (635340) 2013 GC111
- (635341) 2013 GP116
- (635342) 2013 GK120
- (635343) 2013 GO126
- (635344) 2013 GA134
- (635345) 2013 GB134
- (635346) 2013 GC134
- (635347) 2013 GE151
- (635348) 2013 GE158
- (635349) 2013 GQ158
- (635350) 2013 GV166
- (635351) 2013 HR1
- (635352) 2013 HF6
- (635353) 2013 HO10
- (635354) 2013 HG12
- (635355) 2013 HF13
- (635356) 2013 HA14
- (635357) 2013 HR20
- (635358) 2013 HY22
- (635359) 2013 HO34
- (635360) 2013 HJ36
- (635361) 2013 HX46
- (635362) 2013 HV52
- (635363) 2013 HA77
- (635364) 2013 HB94
- (635365) 2013 HG110
- (635366) 2013 HH110
- (635367) 2013 HY122
- (635368) 2013 HV142
- (635369) 2013 HR147
- (635370) 2013 JC2
- (635371) 2013 JZ4
- (635372) 2013 JB7
- (635373) 2013 JG19
- (635374) 2013 JV19
- (635375) 2013 JG26
- (635376) 2013 JS26
- (635377) 2013 JL29
- (635378) 2013 JQ35
- (635379) 2013 JD42
- (635380) 2013 JA45
- (635381) Michaelcoates
- (635382) 2013 JF51
- (635383) 2013 JM51
- (635384) 2013 JX57
- (635385) 2013 JC59
- (635386) 2013 JM61
- (635387) 2013 JA62
- (635388) 2013 JO67
- (635389) 2013 JL74
- (635390) 2013 JT74
- (635391) 2013 KC4
- (635392) 2013 KX4
- (635393) 2013 KE10
- (635394) 2013 LG6
- (635395) 2013 LU18
- (635396) 2013 MY1
- (635397) 2013 MQ7
- (635398) 2013 MK21
- (635399) 2013 NW5
- (635400) 2013 NH7
- (635401) 2013 NK25
- (635402) 2013 NW48
- (635403) 2013 ND50
- (635404) 2013 ND52
- (635405) 2013 NC58
- (635406) 2013 NK59
- (635407) 2013 NV59
- (635408) 2013 NL60
- (635409) 2013 NT65
- (635410) 2013 NK69
- (635411) 2013 NO77
- (635412) 2013 OT1
- (635413) 2013 OV6
- (635414) 2013 OX8
- (635415) 2013 OZ11
- (635416) 2013 OB12
- (635417) 2013 OM17
- (635418) 2013 PL4
- (635419) 2013 PL7
- (635420) 2013 PB12
- (635421) 2013 PW13
- (635422) 2013 PF14
- (635423) 2013 PP21
- (635424) 2013 PT25
- (635425) 2013 PN30
- (635426) 2013 PX32
- (635427) 2013 PJ35
- (635428) 2013 PG38
- (635429) 2013 PP46
- (635430) 2013 PC50
- (635431) 2013 PY56
- (635432) 2013 PT65
- (635433) 2013 PD66
- (635434) 2013 PA71
- (635435) 2013 PK73
- (635436) 2013 PN77
- (635437) 2013 PK82
- (635438) 2013 PL83
- (635439) 2013 PA84
- (635440) 2013 PM100
- (635441) 2013 PN100
- (635442) 2013 PD111
- (635443) 2013 PX121
- (635444) 2013 PA122
- (635445) 2013 PP126
- (635446) 2013 PD133
- (635447) 2013 PQ138
- (635448) 2013 QW2
- (635449) 2013 QM9
- (635450) 2013 QZ9
- (635451) 2013 QJ12
- (635452) 2013 QQ14
- (635453) 2013 QF15
- (635454) 2013 QQ22
- (635455) 2013 QJ23
- (635456) 2013 QK23
- (635457) 2013 QE30
- (635458) 2013 QG35
- (635459) 2013 QE42
- (635460) 2013 QB44
- (635461) 2013 QD46
- (635462) 2013 QC49
- (635463) 2013 QE51
- (635464) 2013 QN53
- (635465) 2013 QZ57
- (635466) 2013 QS58
- (635467) 2013 QB67
- (635468) 2013 QK69
- (635469) 2013 QZ72
- (635470) 2013 QU76
- (635471) 2013 QT82
- (635472) 2013 QS87
- (635473) 2013 QV87
- (635474) 2013 QT90
- (635475) 2013 QT94
- (635476) 2013 QO103
- (635477) 2013 RJ17
- (635478) Fotonikalv
- (635479) 2013 RL25
- (635480) 2013 RZ25
- (635481) 2013 RG27
- (635482) 2013 RY33
- (635483) Casimir
- (635484) 2013 RG35
- (635485) 2013 RE50
- (635486) 2013 RQ51
- (635487) 2013 RG52
- (635488) 2013 RS62
- (635489) 2013 RH65
- (635490) 2013 RB66
- (635491) 2013 RD69
- (635492) 2013 RR75
- (635493) 2013 RV76
- (635494) 2013 RY92
- (635495) 2013 RY96
- (635496) 2013 RA98
- (635497) 2013 RL100
- (635498) 2013 RV101
- (635499) 2013 RG110
- (635500) 2013 RC124
- (635501) 2013 RT136
- (635502) 2013 RV136
- (635503) 2013 RL137
- (635504) 2013 RK148
- (635505) 2013 RD176
- (635506) 2013 SP11
- (635507) 2013 SY25
- (635508) 2013 SM27
- (635509) 2013 SQ29
- (635510) 2013 SA35
- (635511) 2013 SM43
- (635512) 2013 SS50
- (635513) 2013 SG54
- (635514) 2013 SA64
- (635515) 2013 SY72
- (635516) 2013 SQ79
- (635517) 2013 SA83
- (635518) 2013 SQ85
- (635519) 2013 SR93
- (635520) 2013 SA96
- (635521) 2013 SV97
- (635522) 2013 TX7
- (635523) 2013 TF8
- (635524) 2013 TW9
- (635525) 2013 TS11
- (635526) 2013 TA17
- (635527) 2013 TV39
- (635528) 2013 TH41
- (635529) 2013 TA45
- (635530) 2013 TJ57
- (635531) 2013 TQ61
- (635532) 2013 TW65
- (635533) 2013 TK68
- (635534) 2013 TM76
- (635535) 2013 TY81
- (635536) 2013 TA85
- (635537) 2013 TB85
- (635538) 2013 TE86
- (635539) 2013 TL86
- (635540) 2013 TU93
- (635541) 2013 TH97
- (635542) 2013 TC105
- (635543) 2013 TF108
- (635544) 2013 TL109
- (635545) 2013 TL111
- (635546) 2013 TY114
- (635547) 2013 TE117
- (635548) 2013 TU120
- (635549) 2013 TP134
- (635550) 2013 TD149
- (635551) 2013 TK163
- (635552) 2013 TD164
- (635553) 2013 TS169
- (635554) 2013 TQ195
- (635555) 2013 TP204
- (635556) 2013 TW217
- (635557) 2013 TO218
- (635558) 2013 TN221
- (635559) 2013 TK223
- (635560) 2013 TH224
- (635561) 2013 TD236
- (635562) 2013 UX1
- (635563) 2013 UT33
- (635564) 2013 UT36
- (635565) 2013 UF45
- (635566) 2013 UB50
- (635567) 2013 VZ57
- (635568) 2013 VF65
- (635569) 2013 VV66
- (635570) 2013 VR67
- (635571) 2013 VW75
- (635572) 2013 VF79
- (635573) 2013 VS80
- (635574) 2013 WA4
- (635575) 2013 WM6
- (635576) 2013 WP6
- (635577) 2013 WT10
- (635578) 2013 WJ12
- (635579) 2013 WT21
- (635580) 2013 WT23
- (635581) 2013 WY31
- (635582) 2013 WX40
- (635583) 2013 WL47
- (635584) 2013 WR61
- (635585) 2013 WL69
- (635586) 2013 WQ70
- (635587) 2013 WP72
- (635588) 2013 WU91
- (635589) 2013 WJ94
- (635590) 2013 WL99
- (635591) 2013 WM102
- (635592) 2013 WV105
- (635593) 2013 WX113
- (635594) 2013 WE135
- (635595) 2013 WG135
- (635596) 2013 WJ135
- (635597) 2013 WX140
- (635598) 2013 XM
- (635599) 2013 XC15
- (635600) 2013 XU16
- (635601) 2013 XR22
- (635602) 2013 XU25
- (635603) 2013 XJ36
- (635604) 2013 XU38
- (635605) 2013 XX38
- (635606) 2013 XK43
- (635607) 2013 YZ3
- (635608) 2013 YW6
- (635609) 2013 YH8
- (635610) 2013 YO10
- (635611) 2013 YX11
- (635612) 2013 YK15
- (635613) 2013 YA17
- (635614) 2013 YL30
- (635615) 2013 YY35
- (635616) 2013 YL39
- (635617) 2013 YZ43
- (635618) 2013 YQ45
- (635619) 2013 YQ46
- (635620) 2013 YW49
- (635621) 2013 YO50
- (635622) 2013 YZ56
- (635623) 2013 YP57
- (635624) 2013 YK58
- (635625) 2013 YZ63
- (635626) 2013 YF66
- (635627) 2013 YQ67
- (635628) 2013 YG68
- (635629) 2013 YK68
- (635630) 2013 YV77
- (635631) 2013 YQ79
- (635632) 2013 YJ80
- (635633) 2013 YS84
- (635634) 2013 YK93
- (635635) 2013 YN96
- (635636) 2013 YP99
- (635637) 2013 YK105
- (635638) 2013 YL106
- (635639) 2013 YB111
- (635640) 2013 YL115
- (635641) 2013 YY116
- (635642) 2013 YK118
- (635643) 2013 YT122
- (635644) 2013 YG123
- (635645) 2013 YS123
- (635646) 2013 YE129
- (635647) 2013 YL140
- (635648) 2013 YU146
- (635649) 2013 YQ152
- (635650) 2013 YO153
- (635651) 2013 YY161
- (635652) 2013 YE171
- (635653) 2013 YT171
- (635654) 2013 YZ172
- (635655) 2014 AO1
- (635656) 2014 AR1
- (635657) 2014 AB5
- (635658) 2014 AC7
- (635659) 2014 AF8
- (635660) 2014 AO10
- (635661) 2014 AN11
- (635662) 2014 AD23
- (635663) 2014 AG26
- (635664) 2014 AM27
- (635665) 2014 AQ29
- (635666) 2014 AM31
- (635667) 2014 AP33
- (635668) 2014 AN40
- (635669) 2014 AM44
- (635670) 2014 AM45
- (635671) 2014 AA58
- (635672) 2014 AC58
- (635673) 2014 AV59
- (635674) 2014 AE70
- (635675) 2014 AC78
- (635676) 2014 AA80
- (635677) 2014 BK5
- (635678) 2014 BF6
- (635679) 2014 BR10
- (635680) 2014 BA11
- (635681) 2014 BR11
- (635682) 2014 BC15
- (635683) 2014 BU16
- (635684) 2014 BK18
- (635685) 2014 BF23
- (635686) 2014 BK27
- (635687) 2014 BD29
- (635688) 2014 BA30
- (635689) 2014 BE30
- (635690) 2014 BA31
- (635691) 2014 BY33
- (635692) 2014 BD34
- (635693) 2014 BP34
- (635694) 2014 BT36
- (635695) 2014 BX36
- (635696) 2014 BV38
- (635697) 2014 BM40
- (635698) 2014 BG41
- (635699) 2014 BG42
- (635700) 2014 BW44
- (635701) 2014 BV45
- (635702) 2014 BG50
- (635703) 2014 BY51
- (635704) 2014 BA67
- (635705) 2014 BJ78
- (635706) 2014 BV81
- (635707) 2014 BK86
- (635708) 2014 BR89
- (635709) 2014 CU3
- (635710) 2014 CU4
- (635711) 2014 CF5
- (635712) 2014 CV5
- (635713) 2014 CE14
- (635714) 2014 CF17
- (635715) 2014 CK17
- (635716) 2014 CF18
- (635717) 2014 CO18
- (635718) 2014 CM19
- (635719) 2014 CH27
- (635720) 2014 CC31
- (635721) 2014 CL33
- (635722) 2014 DX
- (635723) 2014 DR3
- (635724) 2014 DS3
- (635725) 2014 DU3
- (635726) 2014 DY3
- (635727) 2014 DB7
- (635728) 2014 DD7
- (635729) 2014 DW13
- (635730) 2014 DO18
- (635731) 2014 DV20
- (635732) 2014 DS23
- (635733) 2014 DX23
- (635734) 2014 DK30
- (635735) 2014 DK33
- (635736) 2014 DU34
- (635737) 2014 DW34
- (635738) 2014 DH37
- (635739) 2014 DE38
- (635740) 2014 DJ41
- (635741) 2014 DA42
- (635742) 2014 DB43
- (635743) 2014 DV52
- (635744) 2014 DO53
- (635745) 2014 DS59
- (635746) 2014 DY59
- (635747) 2014 DJ60
- (635748) 2014 DO61
- (635749) 2014 DU61
- (635750) 2014 DT73
- (635751) 2014 DH77
- (635752) 2014 DM77
- (635753) 2014 DR77
- (635754) 2014 DP78
- (635755) 2014 DW84
- (635756) 2014 DH97
- (635757) 2014 DN98
- (635758) 2014 DJ102
- (635759) 2014 DZ102
- (635760) 2014 DS104
- (635761) 2014 DK111
- (635762) 2014 DK113
- (635763) 2014 DV113
- (635764) 2014 DB114
- (635765) 2014 DG115
- (635766) 2014 DG120
- (635767) 2014 DQ121
- (635768) 2014 DV121
- (635769) 2014 DK123
- (635770) 2014 DL124
- (635771) Prahácsmargit
- (635772) 2014 DS132
- (635773) 2014 DK134
- (635774) 2014 DY135
- (635775) 2014 DM141
- (635776) 2014 DU141
- (635777) 2014 DB146
- (635778) 2014 DJ149
- (635779) 2014 DV152
- (635780) 2014 DF156
- (635781) 2014 DP168
- (635782) 2014 DW168
- (635783) 2014 DZ168
- (635784) 2014 DC169
- (635785) 2014 DK176
- (635786) 2014 DY194
- (635787) 2014 EP3
- (635788) 2014 EY5
- (635789) 2014 EE10
- (635790) 2014 EC12
- (635791) 2014 EY13
- (635792) 2014 EU14
- (635793) 2014 EA15
- (635794) 2014 EM16
- (635795) 2014 EK18
- (635796) 2014 EN26
- (635797) 2014 EM28
- (635798) 2014 EW28
- (635799) 2014 EK29
- (635800) 2014 EJ30
- (635801) 2014 EU30
- (635802) 2014 EF34
- (635803) 2014 EO34
- (635804) 2014 ER34
- (635805) 2014 EV34
- (635806) 2014 EN35
- (635807) 2014 EA37
- (635808) 2014 EU38
- (635809) 2014 EF41
- (635810) 2014 EU41
- (635811) 2014 EZ41
- (635812) 2014 EY42
- (635813) 2014 ER44
- (635814) 2014 EH50
- (635815) 2014 EL50
- (635816) 2014 EN50
- (635817) 2014 ER52
- (635818) 2014 EQ55
- (635819) 2014 EQ56
- (635820) 2014 EZ60
- (635821) 2014 EJ63
- (635822) 2014 EX69
- (635823) 2014 EP71
- (635824) 2014 EW73
- (635825) 2014 EO74
- (635826) 2014 ES95
- (635827) 2014 EH96
- (635828) 2014 EJ103
- (635829) 2014 EP103
- (635830) 2014 EF109
- (635831) 2014 EK112
- (635832) 2014 ER125
- (635833) 2014 EN127
- (635834) 2014 EO128
- (635835) 2014 EP143
- (635836) 2014 EP148
- (635837) 2014 EO160
- (635838) 2014 ES176
- (635839) 2014 EO182
- (635840) 2014 EC187
- (635841) 2014 EE198
- (635842) 2014 EY215
- (635843) 2014 EH223
- (635844) 2014 EW224
- (635845) 2014 ED226
- (635846) 2014 EN243
- (635847) 2014 EV244
- (635848) 2014 EV247
- (635849) 2014 EL258
- (635850) 2014 FN6
- (635851) 2014 FM8
- (635852) 2014 FJ9
- (635853) 2014 FO9
- (635854) 2014 FQ9
- (635855) 2014 FJ11
- (635856) 2014 FF12
- (635857) 2014 FJ12
- (635858) 2014 FS14
- (635859) 2014 FC20
- (635860) 2014 FZ25
- (635861) 2014 FN26
- (635862) 2014 FG31
- (635863) 2014 FD33
- (635864) 2014 FD37
- (635865) 2014 FY38
- (635866) 2014 FQ39
- (635867) 2014 FN41
- (635868) 2014 FJ44
- (635869) 2014 FX45
- (635870) 2014 FV50
- (635871) 2014 FB52
- (635872) 2014 FG53
- (635873) 2014 FE54
- (635874) 2014 FT54
- (635875) 2014 FY55
- (635876) 2014 FC56
- (635877) 2014 FH58
- (635878) 2014 FC67
- (635879) 2014 FG67
- (635880) 2014 FN74
- (635881) 2014 GC
- (635882) 2014 GM
- (635883) 2014 GC3
- (635884) 2014 GB5
- (635885) 2014 GH8
- (635886) 2014 GM8
- (635887) 2014 GL9
- (635888) 2014 GF11
- (635889) 2014 GN17
- (635890) 2014 GQ23
- (635891) 2014 GD24
- (635892) 2014 GO25
- (635893) 2014 GD30
- (635894) 2014 GK32
- (635895) 2014 GP40
- (635896) 2014 GC48
- (635897) 2014 GM48
- (635898) 2014 GM50
- (635899) 2014 GO57
- (635900) 2014 GB64
- (635901) 2014 GF64
- (635902) 2014 HS
- (635903) 2014 HA1
- (635904) 2014 HQ1
- (635905) 2014 HK3
- (635906) 2014 HY8
- (635907) 2014 HV20
- (635908) 2014 HU25
- (635909) 2014 HN29
- (635910) 2014 HR29
- (635911) 2014 HJ39
- (635912) 2014 HN67
- (635913) 2014 HJ88
- (635914) 2014 HX92
- (635915) 2014 HH97
- (635916) 2014 HR98
- (635917) 2014 HZ109
- (635918) 2014 HN111
- (635919) 2014 HP119
- (635920) 2014 HF127
- (635921) 2014 HQ127
- (635922) 2014 HQ129
- (635923) 2014 HA131
- (635924) 2014 HJ142
- (635925) 2014 HY143
- (635926) 2014 HC154
- (635927) 2014 HF155
- (635928) 2014 HX158
- (635929) 2014 HT160
- (635930) 2014 HV161
- (635931) 2014 HC162
- (635932) 2014 HM165
- (635933) 2014 HP167
- (635934) 2014 HW171
- (635935) 2014 HM176
- (635936) 2014 HZ181
- (635937) 2014 HC182
- (635938) 2014 HG193
- (635939) 2014 HW194
- (635940) 2014 HC195
- (635941) 2014 HC203
- (635942) 2014 HE204
- (635943) 2014 HG204
- (635944) 2014 HU207
- (635945) 2014 HU228
- (635946) 2014 HH265
- (635947) 2014 JA9
- (635948) 2014 JK9
- (635949) 2014 JX9
- (635950) 2014 JB12
- (635951) 2014 JJ16
- (635952) 2014 JC20
- (635953) 2014 JN24
- (635954) 2014 JT25
- (635955) 2014 JY26
- (635956) 2014 JH39
- (635957) 2014 JT46
- (635958) 2014 JG58
- (635959) 2014 JP62
- (635960) 2014 JE66
- (635961) 2014 JH71
- (635962) 2014 JV71
- (635963) 2014 JE75
- (635964) 2014 JE76
- (635965) 2014 JB79
- (635966) 2014 JV84
- (635967) 2014 JK85
- (635968) 2014 JM85
- (635969) 2014 JX85
- (635970) 2014 JK87
- (635971) 2014 JM90
- (635972) 2014 KM3
- (635973) 2014 KL5
- (635974) 2014 KC6
- (635975) 2014 KS7
- (635976) 2014 KJ9
- (635977) 2014 KW11
- (635978) 2014 KN13
- (635979) 2014 KR16
- (635980) 2014 KH18
- (635981) 2014 KX26
- (635982) 2014 KD31
- (635983) 2014 KT43
- (635984) 2014 KA53
- (635985) 2014 KN53
- (635986) 2014 KC59
- (635987) 2014 KZ59
- (635988) 2014 KH60
- (635989) 2014 KT63
- (635990) 2014 KP64
- (635991) 2014 KX64
- (635992) 2014 KR72
- (635993) 2014 KQ77
- (635994) 2014 KD80
- (635995) 2014 KD81
- (635996) 2014 KA82
- (635997) 2014 KZ84
- (635998) 2014 KN85
- (635999) 2014 KH90
- (636000) 2014 KZ93